# Coyecques
Coyecques é uma comuna francesa na região administrativa de Altos da França, no departamento de Pas-de-Calais. Estende-se por uma área de 13,89 km². Em 2010 a comuna tinha 621 habitantes (densidade: 44,7 hab./km²).